# Misery Index
Misery Index — американская дэтграйнд-группа из Балтимора, штат Мэриленд, основанная в 2001 году гитаристом Майком Харрисоном и двумя бывшими участниками дэт-метал-группы Dying Fetus — басистом Джейсоном Незертоном и ударником Кевином Тэйли. После релиза дебютного мини-альбома Overthrow в 2002 году группа подписала контракт с лейблом Nuclear Blast, а спустя год выпустила свой первый полноформатный альбом Retaliate.
За свою карьеру коллектив выпустил 7 студийных альбомов, а также ряд мини-альбомов и сплитов. Критики описывали звучание группы как техничный дэтграйнд, отмечая при этом отчетливое влияние хардкор-панка и традиционного грайндкора. Центральными темами песен являются проблемы общества и политика.

## Состав

### Текущий состав
- Джейсон Нетхертон — бас-гитара, вокал (2001-present)
- Адам Джервис — ударные (2004-present)
- Марк Клоппель — ритм-гитара, вокал (2005-present)
- Дэрин Моррис — гитара (2010-present)

### Бывшие участники
- Джон Войлз — гитара (2001—2010)
- Кевин Тейли — ударные (2001—2002, 2004)
- Майк Харрисон — гитара, вокал (2001—2002)
- Мэтт Байерс — ударные (2002—2004)
- Брюс Григ — гитара (2003—2004)

## Дискография

### Студийные альбомы
- Retaliate (2003)
- Discordia (2006)
- Traitors (2008)
- Heirs to Thievery (2010)
- The Killing Gods (2014)
- Rituals of Power (2019)
- Complete Control (2022)